# Équipe d'Espagne féminine de volley-ball
L'équipe d'Espagne féminine de volley-ball est composée des meilleures joueuses espagnoles sélectionnées par la Fédération espagnole de volley-ball (en espagnol : Real Federación Española de Voleibol ; RFEVB). Elle est actuellement classée au 38e rang de la Fédération internationale de volley-ball au 10 juillet 2022.

## Histoire

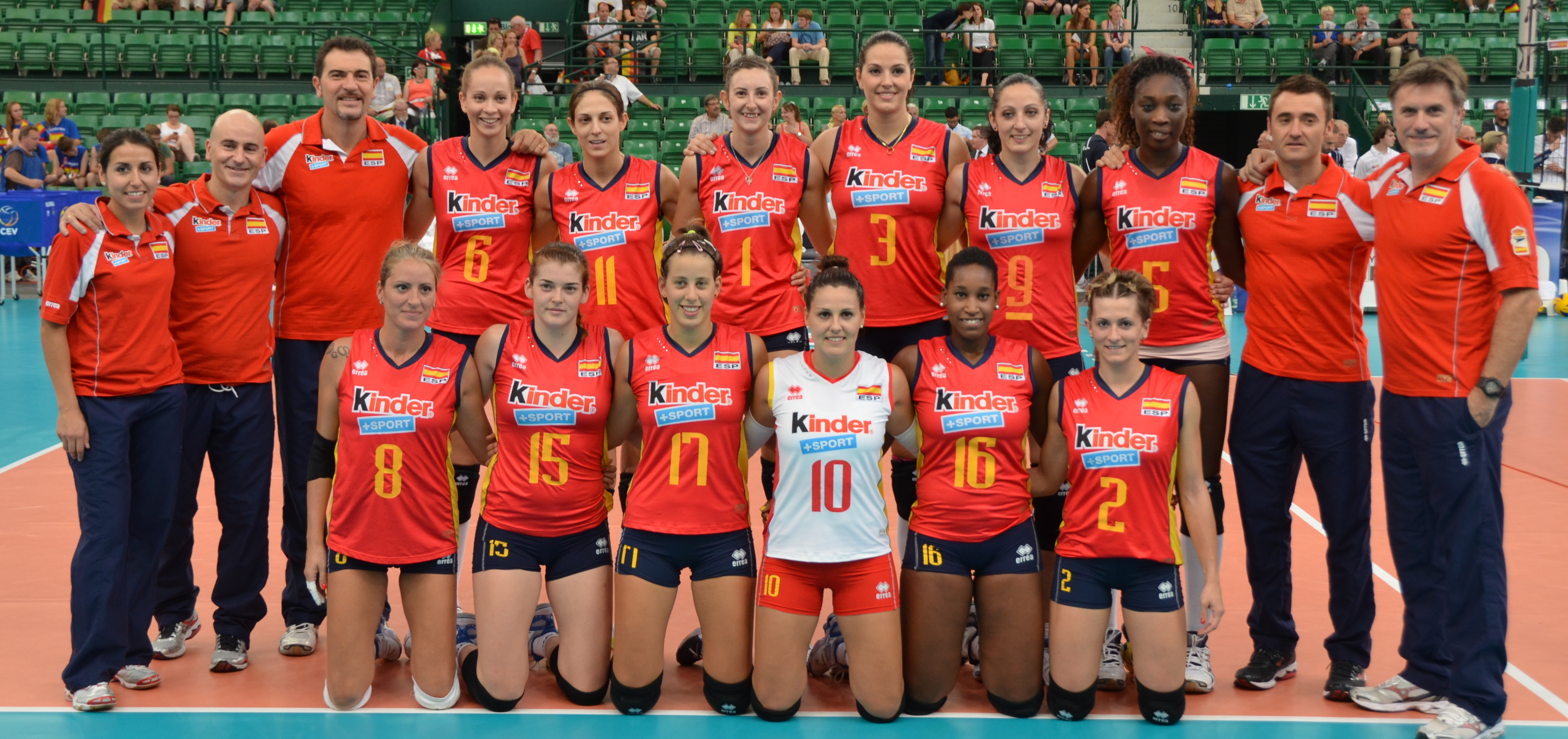
L'équipe d'Espagne 2013.

L'équipe d'Espagne participe une fois aux Jeux olympiques — à Barcelone en 1992 où elle termine huitième —, une fois à un Championnat du monde ainsi qu'à sept Championnats d'Europe. Sa meilleure performance dans un Euro est une neuvième place lors de l'édition 2009.

## Palmarès et parcours

### Palmarès
- Ligue européenne :
  -   (2017, 2021)

- Coupe Savaria :
  -  (2008)

### Parcours

#### Jeux olympiques
| - 1964 : non qualifiée - 1968 : non qualifiée - 1972 : non qualifiée - 1976 : non qualifiée - 1980 : non qualifiée - 1984 : non qualifiée - 1988 : non qualifiée - 1992 : 8e - 1996 : non qualifiée - 2000 : non qualifiée | - 2004 : non qualifiée - 2008 : non qualifiée - 2012 : non qualifiée - 2016 : non qualifiée - 2020 : non qualifiée - 2024 : |

#### Championnat du monde
| - 1952 : non participante - 1956 : non participante - 1960 : non qualifiée - 1962 : non qualifiée - 1967 : non qualifiée - 1970 : non qualifiée - 1974 : non qualifiée - 1978 : non qualifiée - 1982 : 20e - 1986 : non qualifiée | - 1990 : non qualifiée - 1994 : non qualifiée - 1998 : non qualifiée - 2002 : non qualifiée - 2006 : non qualifiée - 2010 : non qualifiée - 2014 : non qualifiée - 2018 : non qualifiée - 2022 : non qualifiée |

#### Championnat d'Europe
| - 1949 : non participante - 1950 : non participante - 1951 : non participante - 1955 : non qualifiée - 1958 : non qualifiée - 1963 : non qualifiée - 1967 : non qualifiée - 1971 : non qualifiée - 1975 : non qualifiée - 1977 : non qualifiée | - 1979 : non qualifiée - 1981 : non qualifiée - 1983 : non qualifiée - 1985 : non qualifiée - 1987 : non qualifiée - 1989 : non qualifiée - 1991 : non qualifiée - 1993 : non qualifiée - 1995 : non qualifiée - 1997 : non qualifiée | - 1999 : non qualifiée - 2001 : non qualifiée - 2003 : non qualifiée - 2005 : 12e - 2007 : 15e - 2009 : 9e - 2011 : 11e - 2013 : 16e - 2015 : non qualifiée - 2017 : non qualifiée | - 2019 : 15e - 2021 : 21e - 2023 : 13e |

#### Coupe du monde
1 participation :
- 1991 : 11e

#### World Grand Champions Cup
Aucune participation

#### Ligue des nations(/Grand Prix mondial)
Aucune participation

#### Ligue européenne
| - 2009 : 6e - 2010 : 5e - 2011 : 7e - 2012 : 8e - 2013 : non participant - 2014 : 5e - 2015 : non participante - 2016 : 6e - 2017 : - 2018 : 10e | - 2019 : 4e - 2020 : Annulé (Covid-19) - 2021 : - 2022 : 8e - 2023 : |